# Museu do Buda
O Museu do Buda de Fo Guang Shan (Chinês: 佛光山佛陀紀念館; pinyin: Fóguāngshān Fótuó jìniànguǎn), anteriormente conhecido como Memorial do Buda, está localizado no distrito de Dashu, Kaohsiung, em Taiwan. O museu visa promover o Budismo Mahayana através da ações culturais, educacionais e religiosas. Afiliado a Fo Guang Shan, uma das maiores organizações budistas de Taiwan, o museu abriga uma das relíquias (dente) de Sakyamuni Buda, o fundador do budismo. A construção do museu começou em 2008, e a abertura ao público ocorreu em dezembro de 2011.[1] O museu foi aceito como membro do Conselho Internacional dos Museus (ICOM) em 2014. Desde sua abertura, o Museu do Buda é frequentemente listado no ranking dos 10 pontos turístico em Taiwan recomendados pelo TripAdvisor.[2] Em 2015, o museu recebeu a certificação ISO 50001: 2011 por seu sistema de gestão da qualidade.[carece de fontes?]

## História
Em 1998, o Venenrável Mestre Hsing Yun viajou para Bodh Gaya, na Índia, para outorgação de preceitos em uma cerimônia de ordenação. Na ocasião, Kunga Dorje Rinpoche, tocado pelos incansáveis esforços do Fo Guang Shan para a construção do diálogo entre as diferentes tradições budistas, concedeu ao Venerável Mestre Hsing Yun a honoraria de preservar uma das relíquia do Buda (um dente) recolhida entre as cinzas, após a cremação do fundador do Budismo. O Venerável Mestre Hsing Yun costuma dizer: “O Buda não precisa de qualquer adoração ou reverência, nós é que precisamos de inspiração para desenvolvermos pensamentos saudáveis e purificarmos nossas mentes. Reverenciando este memorial, as pessoas podem conhecer o corpo do Dharma (ensinamentos budistas), gerando vínculos que as levem a aprender mais sobre as virtudes do Buda e praticá-las na vida cotidiana. O Buda não precisa de um memorial, mas nós sim. Essa era minha visão quando decidi construir este museu.”

### Construção
Com esta filosofia, o Venerável Mestre Hsing Yun procurou um terreno adequado para construir o Museu do Buda e encontrou um bem atrás do Monastério de Fo Guang Shan. A construção do museu foi iniciada depois de mais de cem revisões no projeto. Foi quando o Venerável Mestre Hsing Yun, em um momento de grande inspiração, usando garrafas d’água, uma caixa de tecidos e jornais, estabeleceu o layout final do Museu do Buda.

### Objetivos

#### Três Boas Atitudes
- Fazer Boas Ações
- Dizer Boas Palavras
- Ter Bons Pensamentos

#### Quatro Doações
- Doar Confiança
- Doar Alegria
- Doar Esperança
- Doar Conveniência

#### Missões do Museu do Buda
- 48 Palácios Subterrâneos - Preservar a civilização humana através do registro de sua história.
- Arte Budista - Promover a arte budista através de exposições e conferências acadêmicas.
- Intercâmbios Entre Museus - Obter apoio mútuo e incentivar novas ideias através da troca de conhecimento e experiências.
- Educação Para a Vida - Promover artes culturais, proteção ambiental e serviços de utilidade pública.

#### Objetivos do Museu do Buda
- Apresentar o budismo através das artes e da cultura.
- Apresentar o budismo através de filmes.
- Apresentar o budismo através da ótica humanística.
- Apresentar o Budismo através de uma dinâmica internacional.

## Arquitetura

### Hall de Entrada
O visitante que chega ao Museu do Buda se depara com um lindo jardim onde estão instalados dois grupos de gigantescas esculturas. À direita, vê-se um elefante branco, medindo 5 metros de altura por 6 metros de comprimento e acompanhado por seus filhotes. Este elefante simboliza a concepção do príncipe Sidarta, que, segundo a tradição, entrou no ventre de sua mãe através de um elefante branco. À esquerda, um leão com as mesmas medidas e também acompanhado por seus filhotes. Nas escrituras budistas, os ensinamentos do Buda são comparados ao rugido de um leão, pois possuem a qualidade de despertar os seres para a realidade. Ainda na parte externa, nas laterais do Hall de Entrada estão o Portal da Conveniência, à direita, e o Portal da Libertação, à esquerda. Ambos servem para a entrada e saída de veículos. Dentro do Hall de Entrada, à direita, está o Balcão de Informações, onde são oferecidos aos visitantes mapas e materiais impressos em diversos idiomas, além de carrinhos de bebê e cadeiras de rodas. No Hall de Entrada funciona um mini-shopping onde os visitantes podem descansar, se alimentar em um dos restaurantes, tomar um café na famosa cafeteria Starbucks. Há também uma variedade de opções de lojas de souvenirs. Desde lembranças até obras de artes, como a dos escultores Wu Ching e Loretta Yang, cujo trabalho pode ser apreciado também na estátua do Bodisatva Avaloktesvara, no salão da Grande Compaixão, localizado no museu.

### Oito Pagodes
Pagodes são estruturas arquitetônicas verticais muito comuns nos países asiáticos. No Museu do Buda existem 8 grandes Pagodes, cada um representando ideias e preceitos budistas.

#### Pagode do Ensinamento Primordial
O Pagode do Ensinamento Primordial é uma referência ao budismo humanista, que promove um estilo de vida mais positivo através da propagação dos ensinamentos essenciais do Buda; sabedoria e compaixão. Este pagode serve como um espaço multifuncional para a realização de reuniões, treinamentos e outras atividades e é disponibilizado ao público para locação.

#### Pagode das Duas Assembleias
As duas assembleias são a comunidade monástica e os discípulos leigos. Este pagode foi projetado para promover a educação de crianças através de vídeos e jogos interativos em 3D. As Três Boas Atitudes (dizer boas palavras, fazer boas ações e ter bons pensamentos) são a temática central das atividades conduzidas neste Pagode. Em um dos jogos interativos, utilizando o recurso da realidade virtual, as pessoas são convidadas a soltar as tradicionais lanternas chinesas no ar, fazendo votos pelo bem de todos os seres.

#### Pagode das Três Boas Atitudes
As três boas atitudes (dizer boas palavras, fazer boas ações e ter bons pensamentos), referem-se as atitudes saudáveis que devem ser praticadas através da fala, do corpo e da mente. Neste pagode funciona um escritório e salas para reuniões.

#### Pagode das Quatro Doações
As quatro doações são uma referência aos princípios do Monastério Fo Guang Shan, que fundou e mantém o Museu do Buda. São elas; doar confiança, doar alegria, doar esperança e doar conveniência. Neste pagode funciona uma livraria, com uma sala de leitura e descanso. Aos finais de semana, das 10h00 às 16h30, o Pagode oferece uma atividade de contação de histórias voltada para crianças em um ambiente exclusivo. Na livraria também estão disponíveis outras mídias, tais como CD’s e DVD’s.

#### Pagode das Cinco Harmonias
As cinco harmonias são; a harmonia pessoal alcançada através da alegria, a harmonia interpessoal alcançada através do respeito, a harmonia familiar alcançada através da filialidade, a harmonia social alcançada através da cooperação e a harmonia mundial alcançada através da paz. Este pagode é dedicado à família e é disponibilizado para a realização de casamentos, bênçãos e aniversários.

#### Pagode das Seis Perfeições
As seis perfeições são também conhecidas como seis paramitas. São elas; a generosidade, a ética, a paciência, a diligência, a meditação e a sabedoria. Este pagode possui uma exibição sobre o Fundo Fiduciário para a Educação Pública estabelecido pelo Venerável Mestre Hsing Yün, fundador do Monastério Fo Guang Shan. Além disso, o Pagode abriga um acervo permanente das obras do Venerável Mestre conhecidas como Caligrafia de Traço Único. Através de um vídeo em 3D, visitantes tem a oportunidade de conhecer o processo de criação das obras do Venerável mestre que, atingido pela cegueira, usa os olhos do coração para escrever sua caligrafia.

#### Pagode das Sete Admoestações
As sete admoestações são um alerta contra as drogas, a pornografia, a violência, ao roubo, aos jogos de azar, ao álcool e as más palavras. Através destes alertas, todas as pessoas, famílias e até a sociedade seriam conduzidos a uma mentalidade mais positiva. Quando todos pensam de maneira mais positive, o mundo se torna uma terra pura e bem-aventurada. Neste pagode os visitantes podem repousar e tomar chá.

#### Pagode do Caminho Óctuplo
O caminho óctuplo constitui oito práticas que nos conduzem a iluminação; visão correta, entendimento correto, fala correta, ação correta, meio de vida correto, esforço correto, atenção plena correta e concentração correta. O Pagode do Caminho Óctuplo é também um local de repouso onde os visitantes podem tomar chá e assistir a vídeos diversos.

### Pavilhões Gêmeos
Na área externa, à direita, estão os Pavilhões Gêmeos. Estruturas douradas interligadas e cercadas por um belo lago de flores de lótus. No 1º andar há uma Casa de Chá, onde são servidos pratos típicos da culinária vegetariana taiwanesa. No 2º andar, o visitante poderá vivenciar a profunda experiência da meditação Chan através do preparo do chá, feito de maneira tradicional e minuciosa, onde os praticantes devem se conectar com suas mentes, em estado de plena atenção. Este ritual é chamado de Chá Chan (Chan Tea). No 3º andar, são oferecidos pincéis, papel e tinta para que as pessoas possam, com o auxílio de um instrutor, ter contato com a caligrafia tradicional chinesa através da transcrição de trechos extraídos dos Sutras. Também no 3º andar ocorrem palestras públicas onde são discutidos temas como educação, cultura, artes e etc.

### Dezoito Arhats
Estas estátuas estão alinhadas em ambos os lados do pátio e foram feitas pelo escultor taiwanês, Wu Jung-Tzu. Nelas estão representados;
Dez Grandes Arhats, Discípulos do Buda:
- Sariputra
- Maudgalyayana
- Mahakasyapa
- Subhuti
- Purna
- Katyayana
- Aniruddha
- Upali
- Rahula
- Ananda

Três Arhats citados no Sutra Amitaba:
- Cudapanthaka
- Pindola
- Kalodayin

Dois Arhats do folclore chinês:
- Arhat Subjulgando o Dragão
- Arhat Domando o Tigre

Em um movimento para promover a equidade de gênero, o Venerável Mestre Hsing Yün decidiu incluir três Arhats do sexo feminino:
- Mahaprajapati
- Bhadra Kapilani
- Utpalavarna

#### Oito Patriarcas
Estas esculturas estão alinhadas em ambos os lados da entrada do Salão Principal. Também foram feitas pelo escultor taiwanês, Wu Jung-Tzu e representam os fundadores das oito escolas Mahayana do budismo chinês. Os oito patriarcas são:
- Jizang da escola Três Tratados
- Xianshou da escola de Huayan
- Xuanzang da escola Faxiang
- Zhiyi da escola Tiantai
- Bodhidharma da escola Chan
- Huiyuan da escola da Terra Pura
- Daoxuan da escola Nanshan Vinaya
- Subhakarasimha da escola Vajrayana

### Salão Principal
O Salão Principal foi construído no estilo de uma estupa indiana. A base é feita de arenito amarelo, enquanto o corpo é feito de rocha. A torre no centro da estupa abriga um milhão cópias do Sutra Coração. O movimento “Um Milhão de Sutras Coração no Buda” foi lançado com a construção do Museu do Buda.

#### Santuário Mount Potalaka de Avalokiteshvara
Localizado no centro do Salão Principal, o santuário em formato circular abriga a estátua do Bodisatva Avaloktesvara (Avalokiteshvara de Mil Braços e Mil Olhos) feita em vidro pela artista contemporânea Loretta Yang. A peça mede quase 5 metros e é atualmente a estátua a mais alta executada pela artista. Avalokitesvara aparece ao lado de Sudhana e da Menina Naga. A parede na parte externa do Santuário possuí um mural com o capítulo do Portal Universal do Sutra Lótus, enquanto as laterais são adornadas com as 33 manifestações do Bodisatva Avalokiteshvara.

#### Santuário do Buda Dourado
Localizado atrás do Santuário do Monte Potalaka de Avalokiteshvara, este santuário abriga uma estátua de ouro do Buda. Em 2004, o Patriarca Supremo da Tailândia presenteou Go Fuang Shan com esta estátua.

#### Santuário do Buda de Jade
O Santuário está localizado na parte de trás do Salão Principal. Nele está uma estátua do Buda deitado, esculpida em jade branco de Myanmar. A estátua simboliza a passagem do Buda ao parinirvana. Acondicionado em um relicário, acima da estátua, está o dente remanescente da cremação do Buda. As paredes adjacentes do Santuário são adornadas com relevos coloridos em jade, representando a Terra Pura do Ocidente do Buda Amitaba (Sukhavati), e a Terra Pura do Oriente do Buda da Medicina (Vaidurya). As paredes laterais são de sândalo e contém relevos de estupas e pagodes.

#### Museu dos Palácios Subterrâneos
Esta galeria exibe artefatos de vários palácios subterrâneos, mas predominantemente aqueles descobertos sob o Templo Famen, na China.

#### Museu de Festivais Budistas
A galeria conta com recursos audiovisuais interativos para mostrar os vários festivais budistas que são celebrados nos templos de Fo Guang Shan.

#### Museu da História de Fo Guang Shan
Esta galeria também conta com recursos audiovisuais e traz, em detalhes, a história do Monastério Fo Guang Shan, desde sua fundação até o ano de 2011.

#### Museu da Vida do Buda
Conta a história do Buda Sakyamuni desde seu nascimento até sua entrada no parinirvana. Neste local, os visitantes podem assistir a dois filmes curtas-metragens, gratuitamente. Um deles é a Vida do Buda e o outro é a Lâmpada da Pobre Menina.

#### Auditório da Grande Iluminação
Localizado no 3º andar, o auditório pode acomodar 2.000 pessoas. No centro, há uma tela de 360°. O palco pode ser girado para que o público possa ver as performances sob diferentes ângulos. Desde a sua inauguração, muitas companhias internacionais já se apresentaram neste auditório.

### Estupas das Quatro Nobres Verdades
As Estupas das Quatro Nobres Verdades, erguidas nas extremidades externas do Salão Principal, são para nos lembrar do primeiro ensinamento que o Buda nos deu logo após sua iluminação. Cada uma destas estupas abriga a imagem de um dos Quatro Grandes Bodisatvas: Avalokiteshvara, Ksitigarbha, Manjusri e Samantabhadra. Nestas estupas, os visitantes podem oferecer incensos, flores, joias e luzes aos Bodisatvas.

### Grande Buda de Fo Guang Shan
O Grande Buda foi concluído em 2011, após mais de um ano de construção, onde foram utilizados mais de 1870 toneladas de bronze e aço. A estátua mede 40 metros e está assentada sobre uma plataforma de 10 metros de altura. No total, incluindo o edifício abaixo, a altura do conjunto é de 108 metros (um número muito significativo no budismo). A estátua retrata o Buda Sakyamuni sentado em posição de lótus, sua mão esquerda exibe o mudra da concessão dos desejos e sua mão direita exibe o mudra lótus, comumente usado no monastério de Fo Guang Shan.

## Arte

### Relevos
Estão posicionados nas paredes laterais externas e dentro do Salão Principal.
- Existem 22 relevos representando os atos de compaixão e sabedoria do Buda, conhecidos como Histórias do Buda.
- Relevos que ilustram Contos Chan feitos pelo artista Gao Er-Tai e sua esposa, Pu Xiaoyu.
- Os Murais da Proteção a Vida foram inspirados na série de ilustrações Protegendo Vidas, pintadas por Feng Zikai e sua filha Feng Yiyin.
- Relevos em jade que ilustram a Terra Pura do Ocidente do Buda Amitaba e a Terra Pura do Oriente do Buda da Medicina podem ser encontrados no Santuário do Buda de Jade.
- Também no Santuário do Buda de Jade estão os relevos em sândalo que representam diferentes estilos de estupas encontradas em todo o mundo.

### Caligrafia de Traço Único
A Caligrafia de Traço Único, desenvolvida pelo Venerável Mestre Hsing Yün, pode ser apreciada em todo museu, emolduradas, sob a forma de cartazes ou ainda usadas para ilustrar os nomes dos edifícios.

### Estátuas
Estão localizadas no pátio e também na parte interna do museu.
- Os dezoito arhats e o oito patriarcas foram esculpidos por Wu Jung-Tzu e podem ser vistos no Pátio da Sabedoria Bodhi
- Estátua do Bodisatva Avaloktesvara (Avaloktesvara de Mil Braços e Mil Olhos) feita em vidro pela artista contemporânea, Loretta Yang.
- Estátua de ouro do Buda que foi presenteada a Fo Guang Shan em 2004 pelo Patriarca Supremo da Tailândia.
- Estátua do Buda deitado, esculpida do jade branco de Myanmar. A estátua simboliza a passagem do Buda ao parinirvana.
- Estátua do Grande Buda, onde foram utilizados mais de1870 toneladas de bronze e aço.

### Esculturas
Uma escultura em madeira de cânfora descrevendo Buda Sakyamuni ensinando o Darma a Cem Arhats, no Pico do Abutre, está exposta no saguão do Salão Principal.

### Galerias de Arte
Estão localizadas no 1º e 2º andares do Salão Principal. As do 1º andar abrigam exposições permanentes e as do 2º andar exposições itinerantes.

## Educação
Seguindo um dos objetivos do Monastério Fo Guang Shan, “Promover o Talento Através da Educação”, o museu incentiva a educação abrigando cursos e atividades, alinhadas as Três Boas Atitudes - fazer boas ações, dizer boas palavras e ter bons pensamentos.

## Prêmios
- 2012 - Vencedor do Prêmio “Golden Lion de Cultura e Educação” no 13º Prêmio Golden de Arquitetura Nacional.
- 2013 – Escolhido para integrar a lista "Cem Lugares Religiosos em Taiwan" divulgada pelo Ministério do Interior.
- 2014 - Certificado como membro do Conselho Internacional de Museus (ICOM).
- 2014 - Vencedor do TripAdvisor Traveler's Choice Award de 2014 e classificado como o ponto turístico mais popular em Kaohsiung.
- 2014 – Ganhador do Prêmio “Toalete Excelente” pelo governo Kaohsiung.
- 2014 - Tornou-se o primeiro museu de uma organização religiosa a receber a “certificação de gerenciamento de energia ISO 50001”.
- 2014 - Toalete listado como “excelente” pela administração da proteção ambiental, e no livro digital A Viagem Mágica ao Reino do Toalete.
- 2015 – Vice-campeão na categoria "Prêmio Banheiro Público” no site Turismo Pitoresco, Categoria “Kaohsiung”.
- 2016 - Prêmio "Melhor Projeto de Turismo Temático e Histórico" e Quinto Investimento em Turismo da China ITIA.
- 2016 - Vencedor do TripAdvisor 2016 “Travelers Choice Award” e classificado em quarto no Top Ten entre os marcos de Taiwan.